# 올리버 헤이우드

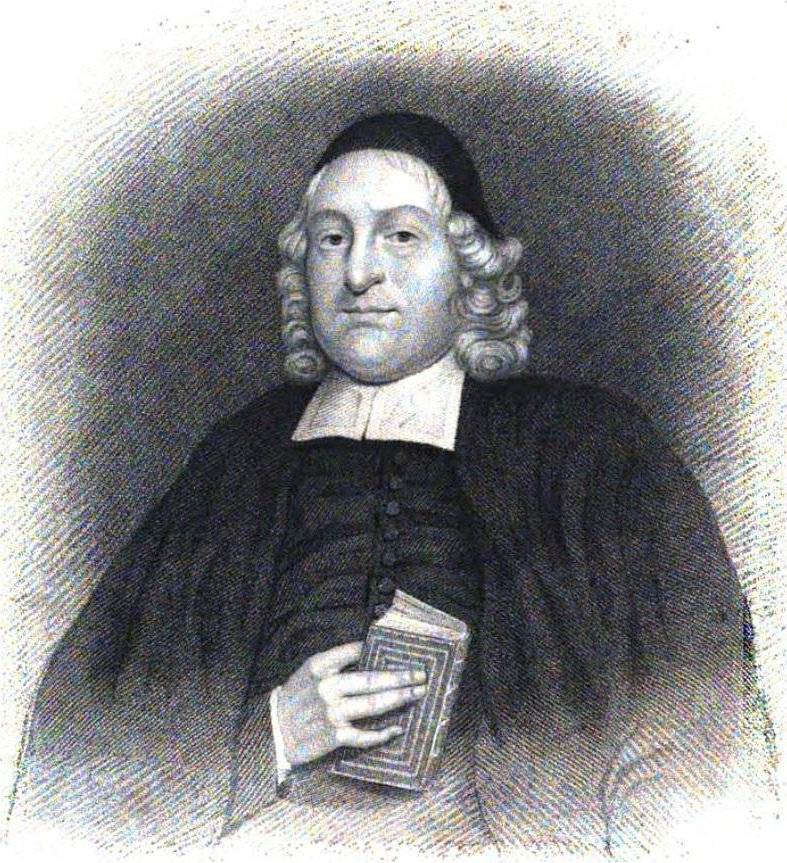
올리버 헤이우드

올리버 헤이우드(영어: Oliver Heywood; 1630년 - 1702년 5월 4일)는 영국의 비국교도로 장로교주의자이며, 왕당파였다. 트리니티 칼리지 (케임브리지 대학교)에서 공부하였으며 통일령과 5마일령 공포에도 불구하고, 순회하며 비밀집회를 인도하였다. 그의 작품은 총 5권으로 남아있다.

## 생애
리차드 헤이우드와 앨리스 헤이우드 사이의 아들로 볼튼 교구의 리틀 레버에서 태어났다.
1647년 트리니티 칼리지에 입학하였다. 그는 그 곳에서 윌리암 퍼킨스, 존 프레스톤, 리차드 십스의 영향을 받았다.
1650년 대학졸업후, 헬라팍스 교구의 콜리채플에서 사역을 시작하였다.
1652년 장로교 목사로 안수받았다.
1655년 4월 25일 엘리자베스 앤지어와 결혼하여 세명의 자녀, 존, 엘리에셀, 나다니엘을 낳았다.
1661년 5월 26일 그의 아내 엘리자베스가 사망하였다.
1662년 통일령으로 인해 헬리팍스에 있던 그의 교회에 출교당하고, 영국국교회에서 제명당하였다.
1667년 6월 27일 아비가일 콤톤과 결혼하였다.
1702년 5월 4일 사망하였다.

## 작품과 행적
그가 남긴 글들은 주로 그가 경험했던 일상들과 역사적인 사건들을 경건함이 담긴 자기점검적인 표현으로 저작한 것이다. 그는 찰스 2세의 왕정복고에 찬성하였으며, 올리버 크롬웰을 싫어한 왕당파였다. 영국이란 나라가 없어질 위기를 바라보고, 인간의 참혹한 죄악을 탄식하는 글을 적었다.
그는 5마일령에 굴하지 않고 더욱 복음전파에 힘을 썼다.
| “ | 씨를 뿌리는 자를 핍박하는 것은 씨를 더 전파하는 것이다. 이것은 복음 전파를 더욱 증진시킨다. | ” |

- Heart-Treasure, Closet Prayer
- The Sure Mercies of David